# Glücksrezepte
Glücksrezepte ist das Debütalbum des Berliner Rappers Teesy. Es erschien am 29. August 2014 beim Independent-Label Chimperator Productions. Cro und Megaloh sind auf dem Album mit Gastbeiträgen vertreten.

## Geschichte
Am 8. August wurde die Titelliste veröffentlicht. Mit der Singleauskopplung Keine Rosen nahm Teesy am Bundesvision Song Contest 2014 teil und belegte den dritten Platz. Die Single erreichte Platz 66 der deutschen Charts. Im Oktober 2015 ging Teesy auf die „Glücksrezepte“-Tour.

## Titelliste
| #  | Titel                            | Länge |
| -- | -------------------------------- | ----- |
| 1  | Der Anfang                       | 1:34  |
| 2  | FC Fernweh                       | 3:32  |
| 3  | Rom & Paris                      | 3:37  |
| 4  | SOS (feat. Cro)                  | 3:28  |
| 5  | Hochzeit                         | 3:29  |
| 6  | Generation Maybe (feat. Megaloh) | 4:53  |
| 7  | Märchen                          | 3:36  |
| 8  | Glücksrezepte                    | 3:42  |
| 9  | Balance                          | 2:35  |
| 10 | Keine Rosen                      | 3:23  |
| 11 | Unbetitelt                       | 4:26  |
| 12 | Danke                            | 4:12  |
| 13 | Unendlichkeit                    | 4:01  |

## Rezeption
Das Album erhielt gemischte Kritiken. So urteilt das Online-Magazin rappers.in:

„Was er uns sagt beziehungsweise vorsingt, wirkt authentisch, ungezwungen, nicht zu verkopft. Die Soundkulisse ist konsequent umgesetzt, smooth und verbleibt ohne große Überraschungen.[…] Man muss Teesy zugutehalten, dass wir dank ihm eine Platte mit vorzeigbaren R'n'B-Klängen aus Deutschland vor uns haben.“

Laut.de vergab zwei von fünf möglichen Sternen, und schreibt:

„Es trieft nur so vor Kitsch.[…] Teesy scheint ein sympathischer und höflicher Mensch zu sein. Um so mehr möchte man ihn einmal so richtig provozieren, ihn solange triezen, bis er das Gentleman-Getue bleiben lässt. Sein musikalisch zweifellos großes Talent beweist er in ‚Generation Maybe‘ und stellenweise auch in anderen Songs.“

Die E-Zine magistrix.de lobte den Auftritt von Teesy mit der Single Keine Rosen beim Bundesvision Song Contest 2014: „Dass ein absoluter Underdog und Newcomer sich den dritten Platz erkämpft, war eine Überraschung. Eine sehr schöne und durchaus verdiente. Denn „Keine Rosen“ ist ein durch und durch gelungenes Stück und von Teesy unglaublich gekonnt dargeboten.“